# Honorius Kraus

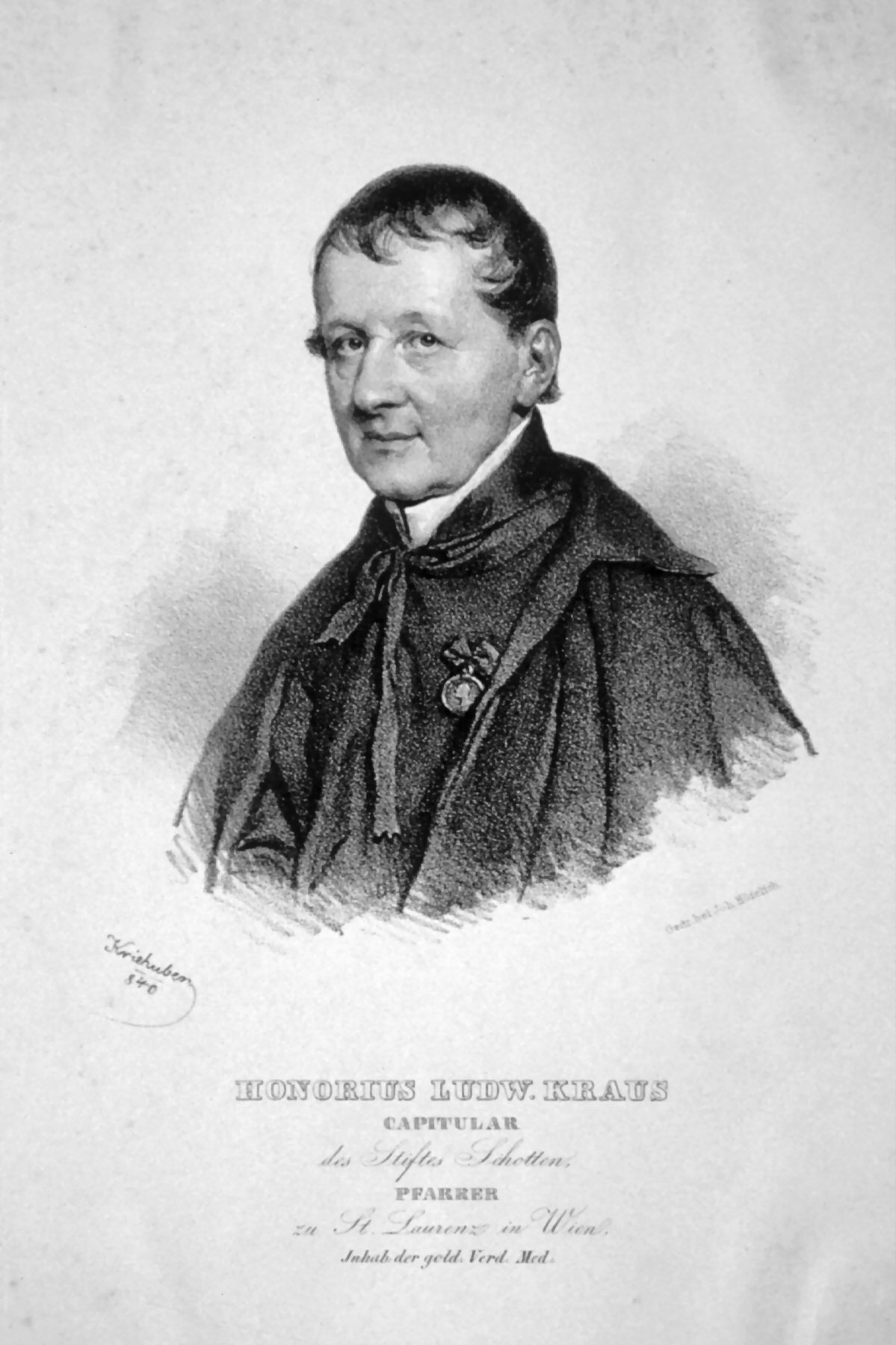
Honorius Kraus, Lithographie von Josef Kriehuber, 1840

Honorius Kraus OSB (* 19. August 1773 in Kronstadt, Siebenbürgen; † 19. Juni 1850 in Wien; eigentlich Ludwig Kraus) war ein österreichischer Benediktiner und Seelsorger.

## Leben
Kraus trat 1794 in die Wiener Schottenabtei ein, wurde 1798 zum Priester geweiht und war zunächst Katechet und Novizenmeister im Stift. Ab 1802 unterrichtete er Kirchengeschichte und Kirchenrecht an der theologischen Hauslehranstalt des Schottenstiftes. Nach der Gründung des Schottengymnasiums 1807 war er dort bis 1811 Professor der zweiten Humanitätsklassen Eloquentia.
Ab 1811 fand Kraus als Pfarrer von Schottenfeld in der Seelsorge sein eigentliches Betätigungsfeld. Er gründete 1818 den Armen-Hilfsverein, 1819 einen Leichenverein sowie 1823 den ersten organisierten und behördlich genehmigten Kirchenmusikverein Wiens. Gemeinsam mit Ludwig Wilhelm Mauthner ist er der Begründer des St. Anna Kinderspitals – des ersten seiner Art in Österreich-Ungarn.

## Werke
- Denkbuch der Pfarre und Kirche zum hl. Laurenz im Schottenfelde. Wien 1839 (Digitalisat auf Google Books)